# あさしお (潜水艦・初代)
あさしお（ローマ字：JS Asashio, SS-562）は、海上自衛隊の潜水艦。あさしお型潜水艦の1番艦。艦名は朝の潮から由来し、この名を受け継いだ日本の艦艇としては、旧海軍の白雲型駆逐艦「朝潮」、朝潮型駆逐艦「朝潮」に続き3代目にあたる。

## 艦歴
「あさしお」は、第2次防衛力整備計画に基づく昭和38年度計画潜水艦8062号艦として、川崎重工業神戸工場で1964年10月5日に起工され、1965年11月27日に進水、1966年10月13日に就役し、第1潜水隊群第2潜水隊に編入された。
1967年8月11日、対馬海域で訓練中に海底に船体の一部を接触し、ソナーの一部を損傷した。
1968年3月16日、第1潜水隊群隷下に第3潜水隊が新編され「はるしお」とともに編入された。同年7月20日から10月8日までの間、ハワイ派遣訓練に参加。
1973年10月16日、第3潜水隊が自衛艦隊隷下に新編された第2潜水隊群隷下に編成替え。
1974年5月9日、訓練中に伊豆半島沖地震に遭遇し、海震による衝撃の為に浮上。その後に半島西岸で情報収取及び救援活動に従事した。

1978年3月31日午後9時30分頃、静岡県御前崎南方約120キロの遠州灘で訓練中、護衛艦「なつぐも」と接触。「あさしお」の潜望鏡及び「なつぐも」の右スクリューが一部破損した。当時、この水域では「あさしお」を目標とした対潜攻撃訓練を実施中であり、「あさしお」が約16メートルの潜望鏡深度で「なつぐも」と接触した。
1983年3月30日、除籍。潜航回数は2,330回、潜航時数は21,674時間14分、スノーケル時数は8,066時間58分、総航程は201,243.4浬にのぼった。その後は横須賀長浦港に係留されていたが、古沢鋼材にスクラップとして売却され、1984年7月ごろ解体された。